# Oswald Mateja
Oswald Mateja (ur. 9 lutego 1936 w Kosorowicach, zm. 16 kwietnia 1983 w Opolu) – polski matematyk, nauczyciel akademicki, specjalista w dziedzinie inżynierii budowlanej i teorii konstrukcji, drugi rektor Wyższej Szkoły Inżynierskiej w Opolu.

## Życiorys
Był dwunastym dzieckiem Andrzeja Matei i jego żony Franciszki z domu Datko. Urodził się w srebrne wesele swoich rodziców. Ukończył szkołę podstawową w Kosorowicach, a potem technikum budowlane w Opolu, w którym zdawał egzamin maturalny. W 1960 ukończył studia na Wydziale Budownictwa Politechniki Śląskiej w Gliwicach. Następnie pracował w charakterze asystenta w macierzystej uczelni. Jednocześnie podjął studia doktoranckie z zakresu matematyki w Uniwersytecie Wrocławskim, uzyskując w 1964 stopień naukowy doktora matematyki. Awansował wtedy na adiunkta w swojej uczelni i kierownika jednego z zakładów Wydziału Budownictwa Politechniki Śląskiej.
W 1968 podjął pracę w Wyższej Szkole Inżynierskiej w Opolu, otrzymując stanowisko docenta w 1970. Trzy lata później uzyskał stopień naukowy doktora habilitowanego w Politechnice Wrocławskiej. W opolskiej uczelni pełnił kolejno funkcje: dziekana Wydziału Budownictwa Lądowego (1973–1974), a następnie prorektora ds. nauki (1974–1975). Jako stypendysta Fundacji Humboldta wykładał w Uniwersytecie Ruhry w Bochum. 
W latach 1975–1981 byt rektorem opolskiej Wyższej Szkoły Inżynierskiej. W międzyczasie w 1977 Rada Państwa PRL mianowała go profesorem nadzwyczajnym. Był jedną z pierwszych osób w opolskiej Wyższej Szkole Inżynierskiej, które uzyskały ten tytuł. Prowadził szeroką współpracę z uczelniami oraz instytucjami w kraju i za granicą. Był organizatorem, a także przewodniczącym konferencji naukowych z dziedziny metod komputerowych w mechanice konstrukcji, które odbywały się pod auspicjami PAN. Powołał pierwsze krajowe studium podyplomowe z zakresu budowli wieżowych. Stworzył liczące się w kraju laboratorium w dziedzinie mechaniki doświadczalnej. Od 1970 nieprzerwanie kierował Zakładem Konstrukcji Budowlanych.
Współpracował bezpośrednio z Przedsiębiorstwem Budowy Chłodni Chłodnie Kominowe w Gliwicach, Zjednoczeniem Budowy Pieców Przemysłowych w Gliwicach oraz licznymi przedsiębiorstwami przemysłowymi województwa opolskiego. W ramach tej współpracy wykonał kilkadziesiąt ekspertyz oraz brał udział w projektowaniu kilkunastu powłokowych chłodni kominowych i kominów przemysłowych, zbudowanych również za granicą. Był członkiem Rady Głównej Nauki i Szkolnictwa Wyższego, przewodniczącym Rady Naukowej Wojewody Opolskiego, wiceprezesem Rady Wojewódzkiej Naczelnej Organizacji Technicznej w Opolu. Zmarł nagle, na zawał serca w 1983 w Opolu. Został pochowany na cmentarzu komunalnym w Półwsi w alei zasłużonych.
Żonaty z Barbarą Piechaczek, z którą miał dwoje dzieci: Kornelię i Waldemara. Za swą działalność został odznaczony Krzyżem Kawalerskim Orderu Odrodzenia Polski, Medalem KEN, Odznaką Zasłużonemu Opolszczyźnie za zasługi dla Miasta Opola, oraz Srebrną i Złotą Odznaką PZITB. Był wielokrotnym laureatem Nagród Ministra Nauki, Szkolnictwa Wyższego i Techniki. Pośmiertnie został odznaczony Orderem Sztandaru Pracy I klasy.